# Adam et Ève (Guitry)
Pour les articles homonymes, voir Adam et Ève.
Adam et Ève est une pièce de théâtre de Sacha Guitry en deux tableaux créée à la Comédie-Française en 1933.

## Distribution
| Acteurs et actrices ayant créé les rôles |                        |
| Personnage                               | Interprète             |
| Adam                                     | René Alexandre         |
| Caïn                                     | André Bacqué           |
| Le petit garçon                          | Rosemblum              |
| Un homme                                 | Marcel Le Marchand     |
| Un homme                                 | Jean Martinelli        |
| Un homme                                 | Jacques-Henri Chambois |
| Un homme                                 | Jean Valcourt          |
| Un homme                                 | Jacques Eyser          |
| Un homme                                 | Marcel Lupovici        |
| Ève                                      | Jeanne Delvair         |
| Une femme                                | Henriette Barreau      |
| Une femme                                | Jacqueline Cartier     |

## Accueil critique
Seulement sept représentations de la pièce sont données, du 7 au 18 mai 1933.
Le Journal, dans son édition du 9 mai 1933, affirme que « le besoin ne se faisait pas sentir de cette leçon d'histoire sainte que nous a donnée M. Sacha Guitry [...] »
Pierre Wolff, dans Paris-Soir, affirme sans détour « en écrivant Adam et Ève, je crois que Sacha Guitry s'est trompé. Il s'est trompé parce qu'il a fait parler le premier homme sans savoir exactement comment il s'exprimait. Je m'imaginais d'ailleurs Adam tout à fait différent. Quand je l'ai aperçu, assis, parmi les rochers en carton peint de la Comédie-Française, j'avoue qu'il m'a déçu. « Elle », davantage. [...] Pourquoi nous avoir montré un Adam si vieux, si vieux. Une Ève si lasse, si fatiguée. Quelles jolies pages Sacha Guitry nous eût offertes si Adam avait eu vingt ans et la petite Ève dix-huit. Ils auraient prononcé des mots d'amour. dont nous avons tous hérité. Mais non, il nous a campé un Adam à barbe blanche — et quelle barbe ! Une Ève toute blanche aussi. mais joliment coiffée. »